# On Your Feet Or On Your Knees
On Your Feet Or On Your Knees es el primer álbum en directo de Blue Öyster Cult, lanzado en 1975 por Columbia Records.
Grabado durante diversos conciertos ofrecidos por el grupo en 1974, en varias ciudades estadounidenses, y en Vancouver, Canadá, fue publicado originalmente como un álbum doble de vinilo, incluyendo una selección de temas de los tres LP en estudio de la banda hasta ese momento, más un puñado de canciones no presentes en dichos trabajos, como el instrumental "Buck's Boogie", "I Ain't Got You" (cover de The Yardbirds), y una versión del famoso tema de Steppenwolf, "Born to Be Wild".
Este trabajo llegó al Nº 22 del Billboard 200, puesto más alto alcanzado por un álbum de Blue Öyster Cult.

## Lista de canciones
Lado A
1. "Subhuman" - 7:30
2. "Harvester of Eyes" - 4:55
3. "Hot Rails to Hell" - 5:55

Lado B
1. "The Red and the Black" - 4:33
2. "7 Screaming Diz-Busters" - 8:27
3. "Buck's Boogie" - 7:40

Lado C
1. "Then Came the Last Days of May" - 4:35
2. "Cities on Flame (with Rock and Roll)" - 4:08
3. "ME 262" - 8:47

Lado D
1. "Before the Kiss (A Redcap)" - 5:05
2. "I Ain't Got You" - 8:59
3. "Born to Be Wild" - 6:36

## Personal
- Eric Bloom: voz, guitarra, sintetizador
- Buck Dharma (Donald Roeser): guitarra líder, voz en "Before the Kiss" & "Last Days of May"
- Allen Lanier: teclados, guitarra rítmica
- Albert Bouchard: batería, guitarra, voz en "Cities on Flame"
- Joe Bouchard: bajo, voz en "Hot Rails to Hell"